# Никитин, Евгений Игоревич
Евге́ний И́горевич Ники́тин (род. 30 сентября 1973, Мурманск) — российский оперный певец (бас-баритон), солист Мариинского театра.

## Биография
Родился в 1973 году в Мурманске. Отец, Игорь Никитин, — преподаватель Мурманского музыкального училища, выступал с концертами на Мурманском телевидении. Брат Олег Игоревич Никитин участвовал в войне в Афганистане.
Окончил Санкт-Петербургскую консерваторию (1997), класс Булата Минжилкиева.
В 1996 году, будучи студентом 4-го курса, поступил в труппу Мариинского театра.
Лауреат ряда международных конкурсов, в том числе XI Международного конкурса имени П. И. Чайковского (1998 год, 2-я премия).

## Творчество
Выступает в крупнейших театрах Европы, США, Канады, Японии: Метрополитен-oпера, Парижской национальной опере, в Баварской государственной опере, в Токийской национальной опере, а также в Торонто, Лейпциге и Баден-Бадене и др. Участвует в крупнейших фестивалях мирового масштаба.
Среди ключевых партий — вагнеровский репертуар. Помимо партий Голландца («Летучий Голландец»), Генриха Птицелова («Лоэнгрин»), Вотана («Золото Рейна» и «Зигфрид»), Гунтера («Гибель богов»), Амфортаса («Парсифаль») на сцене Мариинского театра он, в частности, исполнил партию Клингзора («Парсифаль») в парижской Опере Бастилия и партию Погнера («Нюрнбергские мейстерзингеры») в Метрополитен-опера.
Регулярно выступает в Баварской опере. После своего дебюта в 2008 году (Иоканаан в «Саломее») пел здесь Голландца, Клингзора, Тельрамунда. С сезона 2015 исполняет Рупрехта в новой постановке «Огненного ангела» (режиссёр Барри Коски).
В сезоне 2015/16 дебютировал в Венской опере, где пел в «Хованщине» (Шакловитый), «Тоске» (Скарпиа) и «Фиделио» (Дон Пизарро), впервые выступил с оркестром Консертгебау в концертном исполнении «Лоэнгрина» (Тельрамунд, дирижёр Марк Элдер) и на Венском фестивале в «Фиделио» Дмитрия Чернякова.
В октябре 2016 выступил в блоке премьерных показов «Тристана и Изольды» в Метрополитен-опере, где пел Курвенала в постановке Мариуша Трелинского с Ниной Штемме, Рене Папе, Екатериной Губановой.
Среди предстоящих выступлений — новая постановка «Летучего голландца» в мадридском Театро Реал, «Огненный ангел» в Баварской опере, «Тоска» в Баден-Бадене с Саймоном Рэттлом и «Саломея» в Нидерландской национальной опере с Даниэле Гатти.
В 2015 году вышел первый сольный диск певца — «Арии из опер Вагнера», в него вошли сцены из «Лоэнгрина», «Тангейзера», «Летучего голландца» и «Валькирии» (Льежский филармонический оркестр, дирижёр Кристиан Арминг).

## Инцидент на Байрёйтском фестивале
В 2012 году на сайте Мариинского театра было анонсировано выступление Никитина на фестивале в Байройте.
Двойственность имиджа фестиваля дополнил факт наличия на теле певца татуировок, одна из которых была свастика, которая сегодня (в результате полной обработки) уже не видна. Евгений Никитин — не только оперный, но и рок-исполнитель, частью имиджа которого являются татуировки, в том числе нередко — изображения рун. По имеющимся данным, руководство Байрёйтского фестиваля располагало сведениями относительно татуировок, а также их визуальной и смысловой нагрузки.
В немецких медиа был показан старый видеоролик с оголенным торсом Никитина (куда более отчетливо там видна руна Альгиз), поющего и играющего металл. Евгений Никитин принял решение отказаться от участия в фестивале.